# Italia en los Juegos Paralímpicos de Atlanta 1996
Italia estuvo representada en los Juegos Paralímpicos de Atlanta 1996 por un total de 78 deportistas, 59 hombres y 19 mujeres.

## Medallistas
El equipo paralímpico italiano obtuvo las siguientes medallas:
| Nombre                                                                | Deporte                    | Evento                                            |
| --------------------------------------------------------------------- | -------------------------- | ------------------------------------------------- |
| Oro                                                                   |                            |                                                   |
| Alvise De Vidi                                                        | Atletismo                  | 400 m T50 masculino                               |
| Alvise De Vidi                                                        | Atletismo                  | 800 m T50 masculino                               |
| Aldo Manganaro                                                        | Atletismo                  | 100 m T12 masculino                               |
| Maurizio Nalin                                                        | Atletismo                  | Pentatlón P53-57 masculino                        |
| Claudio Costa                                                         | Ciclismo en pista          | Persecución individual tándem clase abierta mixto |
| Claudio Costa                                                         | Ciclismo en pista          | 1 km contrarreloj tándem clase abierta mixto      |
| Giancarlo Galli                                                       | Ciclismo en pista          | 200 m velocidad tándem clase abierta masculino    |
| Mariella Bertini                                                      | Esgrima en silla de ruedas | Espada individual B femenino                      |
| Luca Pancalli                                                         | Natación                   | 50 m espalda S4 masculino                         |
| Luca Pancalli                                                         | Natación                   | 50 m mariposa S4 masculino                        |
| Paola Fantato Roberta Lazzaroni Sandra Truccolo                       | Tiro con arco              | Equipo clase abierta femenino                     |
| Plata                                                                 |                            |                                                   |
| Aldo Manganaro                                                        | Atletismo                  | 200 m T12 masculino                               |
| Alvise De Vidi                                                        | Atletismo                  | 1500 m T50 masculino                              |
| Carlo Durante                                                         | Atletismo                  | Maratón T10 masculino                             |
| Maurizio Nalin                                                        | Atletismo                  | Disco F56 masculino                               |
| Damiano Zanotti                                                       | Ciclismo en pista          | 200 m velocidad tándem clase abierta mixto        |
| Giancarlo Galli                                                       | Ciclismo en ruta           | Ruta tándem clase abierta 100/120k masculino      |
| Rosalba Vettraino                                                     | Esgrima en silla de ruedas | Espada individual B femenino                      |
| Mariella Bertini Laura Presutto Rosalba Vettraino                     | Esgrima en silla de ruedas | Florete por equipos femenino                      |
| Alberto Pellegrini                                                    | Esgrima en silla de ruedas | Florete individual A masculino                    |
| Gerardo Mari                                                          | Esgrima en silla de ruedas | Sable individual B masculino                      |
| Alberto Pellegrini                                                    | Esgrima en silla de ruedas | Espada individual A masculino                     |
| Soriano Ceccanti                                                      | Esgrima en silla de ruedas | Espada individual B masculino                     |
| Soriano Ceccanti Ernesto Lerre Gerardo Mari Alberto Pellegrini        | Esgrima en silla de ruedas | Espada por equipos masculino                      |
| Marina Tozzini                                                        | Natación                   | 400 m libre S9 femenino                           |
| Luca Pancalli                                                         | Natación                   | 50 m libre S4 masculino                           |
| Luca Pancalli                                                         | Natación                   | 100 m libre S4 masculino                          |
| Luca Pancalli                                                         | Natación                   | 200 m libreS4 masculino                           |
| Santo Mangano                                                         | Tiro                       | Rifle de aire de pie SH2 mixto                    |
| Sandra Truccolo                                                       | Tiro con arco              | Individual W2 femenino                            |
| Giuseppe Gabelli Marco Mai Luciano Malovini                           | Tiro con arco              | Equipo W1/W2 masculino                            |
| Bronce                                                                |                            |                                                   |
| Maria Ligorio                                                         | Atletismo                  | 200 m T10 femenino                                |
| Maria Ligorio                                                         | Atletismo                  | 400 m T10 femenino                                |
| Samanta Meneghelli                                                    | Atletismo                  | 3000 m T10-11 femenino                            |
| Aldo Manganaro                                                        | Atletismo                  | 400 m T12 masculino                               |
| Maurizio Nalin                                                        | Atletismo                  | Peso F56 masculino                                |
| Giancarlo Galli                                                       | Ciclismo en pista          | 1 km contrarreloj tándem clase abierta masculino  |
| Giuseppe Alfieri Soriano Ceccanti Alberto Pellegrini Alberto Serafini | Esgrima en silla de ruedas | Florete por equipos masculino                     |
| Marina Tozzini                                                        | Natación                   | 100 m mariposa S9 femenino                        |
| Maria Nardelli                                                        | Tenis de mesa              | Individual 5 femenino                             |
| Santo Mangano                                                         | Tiro                       | Rifle de aire 3 × 40 m SH2 mixto                  |
| Santo Mangano                                                         | Tiro                       | Rifle de aire en posición tendida SH2 mixto       |
| Oscar De Pellegrin                                                    | Tiro                       | English Match SH1 mixto                           |
| Antonio Martella                                                      | Tiro                       | Pistola de aire SH1 masculino                     |
| Paola Fantato                                                         | Tiro con arco              | Individual W2 femenino                            |